# Trilocha
Trilocha é um gênero de mariposa pertencente à família Bombycidae.